# Chloridolum kwangtungum
Chloridolum kwangtungum là một loài bọ cánh cứng trong họ Cerambycidae.